# (100725) 1998 BO43
(100725) 1998 BO43 es un asteroide perteneciente al cinturón de asteroides descubierto el 23 de enero de 1998 por el equipo del Spacewatch desde el Observatorio Nacional de Kitt Peak, Arizona, Estados Unidos.

## Designación y nombre
Designado provisionalmente como 1998 BO43.

## Características orbitales
1998 BO43 está situado a una distancia media del Sol de 2,701 ua, pudiendo alejarse hasta 3,191 ua y acercarse hasta 2,211 ua. Su excentricidad es 0,181 y la inclinación orbital 12,07 grados. Emplea 1621,77 días en completar una órbita alrededor del Sol.

## Características físicas
La magnitud absoluta de 1998 BO43 es 14,8. 